# Anguillita
Anguillita  (-ita est un suffixe espagnol signifiant « petite ») est une petite île rocheuse du territoire britannique d'outre-mer d'Anguilla qui est située à l'Ouest de l'île principale. L'île mesure environ 300 m de long.
L'île est inhabitée. Hormis l'extrémité ouest, elle est accessible par de petites embarcations. Les seuls touristes qui la fréquentent sont ceux pratiquant la plongée sous-marine et le snorkling, en raison de sa côte accidentée.